# 狹邪小說
狭邪小说、狭斜小说，清代小说流派，係指以娼妓为题材的小说。
狹邪也作狭斜，指小街曲巷，北周庾信《衛王贈桑落酒奉答》詩：“愁人坐狹邪，喜得送流霞。”因娼妓常居小街曲巷，後人遂以狭斜（邪）代指娼妓。古乐府《长安有狭斜行》云：“长安有狭斜，狭斜不容车”，即称娼妓为狭邪。鲁迅在《中国小说史略》中首先用狭邪小说名称。
鲁迅以為狭邪小说发展凡三变，“先是溢美，中是近真，后是溢恶”，一般論者以为《品花寶鑑》与《花月痕》为狭邪小说创作的开始，《青楼梦》被認为是狭邪小说早期的“溢美”之作。光緒年間，以《海上花列传》为代表的“近真”之作，舞台是有十里洋場之稱的上海，旁及官、商各界，作者塑造了性格各異的妓女、老鴇、嫖客、僕役的社會層面。狹邪小說發展到後期，僅是追求物質與金錢，宣统年间，《九尾龟》即为“溢恶”之作，書中对妓女的态度又一变：“所写的妓女都是坏人，狎客也像了无赖，与《海上花列传》又不同”。
魯迅“溢美─近真─溢惡”三階段論的講法影響很大，日後王德威談晚清狹邪小說，就漏掉了《風月夢》，得出了如《海上花列传》遇異於其他狄邪小说，“端在它试图以一种真正的对话方式，进行一场美德与诱惑的辩证”。美國漢學家韓南（Patrick Hanan）則認為《風月夢》才是中國第一部狹邪小說，但魯迅當時沒有見過此書，故其文章中不曾提及。《風月夢》的作者自序係寫於道光二十八年，確實有可能比《品花寶鑑》早出。讀過《風月夢》的學者，紛紛質疑並且修正魯迅三段論的講法，學者陶慕寧就說：“蓋‘溢美’與‘近真’應無先後之分，《風月夢》近於寫實。而撰著与梓行均早于‘溢美’的《花月痕》、《青楼梦》。”